# زندگی (آلبوم هایده و مهستی)
آلبوم زندگی یک آلبوم استودیویی مشترک با صدای هایده و مهستی است که در سال ۱۹۸۵ میلادی (۱۳۶۴ خورشیدی) توسط شرکت ترانه روی نوار کاست به شماره ۵۸ منتشر شد.

## فهرست ترانه‌ها
در آلبوم «زندگی» ۶ ترانه بر روی اول و روی دوم نوار کاست ضبط شده است، که مشخصات آن‌ها بر اساس توضیحات روی جلد، به شرح زیر است. نام تنظیم‌کنندگان ترانه‌ها پشت جلد درج نشده‌اند، از این رو نام تنظیم‌کنندگان از منابع دیگر استخراج شده است.
| روی نوار | شماره | نام ترانه  | خواننده | ترانه‌سرا      | آهنگساز       | تنظیم‌کننده    | مدت (دقیقه) |
| -------- | ----- | ---------- | ------- | ------------- | ------------- | ------------- | ----------- |
| روی اول  | ۱     | زندگی      | هایده   | بیژن سمندر    | صادق نوجوکی   | صادق نوجوکی   | ۵:۱۳        |
| روی اول  | ۲     | مستی       | مهستی   | اردلان سرفراز | فریدون خشنود* | فریدون خشنود  | ۷:۳۹        |
| روی اول  | ۳     | خدا نگهدار | مهستی   | شهین حنانه    | صادق نوجوکی   | صادق نوجوکی   | ۴:۵۶        |
| روی دوم  | ۱     | کی می‌دونه  | هایده   | مسعود امینی   | حسن شماعی‌زاده | منوچهر چشم‌آذر | ۵:۲۷        |
| روی دوم  | ۲     | ساقی جون   | مهستی   | ایرج طاهری    | ایرج طاهری    |               | ۴:۳۶        |
| روی دوم  | ۳     | تو ای عشق  | مهستی   | مسعود امینی** | سورن          |               | ۴:۱۵        |

## توضیحات ترانه‌های آلبوم
زندگی:
- به نقل از صفحهٔ رسمی اینستاگرام صادق نوجوکی، ترانهٔ «زندگی» اولین همکاری مشترک هایده و صادق نوجوکی پس از انقلاب ۱۳۵۷ است.[۲]

مستی:
- ترانهٔ مستی ابتدا در سال ۱۳۵۴ خورشیدی[۶] توسط هایده اجرا شده است[۳] و بعداً در این آلبوم توسط مهستی بازخوانی شده است.
- بر اساس مصاحبه‌های اردلان سرفراز، ترانهٔ «مستی» در سال ۱۳۴۷ وقتی او سال اول دانشگاه را می‌گذارند، سروده شده است ولی سال‌ها پس از مشهور شدن او با ترانه‌هایی مثل دو پنجره، منو گنجشک‌ها و جاده، شعر به‌صورت اتفاقی و بدون اطلاع وی به‌دست فریدون خشنود آهنگساز می‌رسد و با صدای هایده اجرا می‌شود که بسیار مورد استقبال قرار می‌گیرد.[۳][۷]
- در توضیحات پشت جلد نوار کاست زندگی، نام آهنگساز ترانهٔ مستی به‌جای «فریدون خشنود» به اشتباه، «محمد حیدری» درج شده است.

تو ای عشق:
- نام مسعود امینی، ترانه‌سرای «تو ای عشق» روی جلد کاست نیامده است.

تنظیم‌کنندگان آلبوم:
- نام تنظیم‌کنندگان آهنگ‌ها در توضیحات پشت جلد نوار کاست نیامده است.

سال انتشار آلبوم:
- علیرغم این‌که سال ۱۹۸۵ برای نشر این آلبوم در پشت جلد نوار درج شده است ولی با مقایسهٔ شمارهٔ این آلبوم با دیگر آلبوم‌های شرکت ترانه، نسخهٔ اولیهٔ این آلبوم بایستی در حدود سال ۱۹۸۱ یا ۱۹۸۲ منتشر شده باشد. و سال ۱۹۸۵ احتمالاً تاریخ بازنشر نوار کاست بوده است؛ مثلاً آلبوم عاشقانه با شماره کاست ۱۱۵ با درج تاریخ ۱۹۸۳ منتشر شده است. ولی تأیید این امر نیازمند وجود سندی معتبر است.

## دیگر مشخصات آلبوم
- تولید و پخش: Taraneh Enterprises Inc. USA, 1985